# سيمون ريتش
سيمون ريتش (بالإنجليزية: Simon Rich)‏ (5 يونيو 1984، نيويورك في الولايات المتحدة)؛ كاتب، كاتب سيناريو، مؤلف وروائي أمريكي.

## روابط خارجية
- سيمون ريتش على موقع IMDb (الإنجليزية)
- سيمون ريتش على موقع قاعدة بيانات الفيلم (الإنجليزية)